# Ювілейна медаль «50 років Перемоги у Великій Вітчизняній війні 1941—1945 рр.»
Ювілейна медаль «50 років Перемоги у Великій Вітчизняній війні 1941—1945 рр.» заснована в Україні на основі Рішення Ради голов держав Співдружності Незалежних Держав в 1994 році.

## Україна
З нагоди 50-ї річниці Перемоги у Великій Вітчизняній війні 1941—1945 рр., на відзнаку подвигу, героїзму та самовідданості синів і дочок України — ветеранів війни, схиляючи голову перед загиблими в боях за визволення народів від фашистського рабства та відповідно до Рішення Ради глав держав-учасниць Співдружності Незалежних Держав, підписаного від імені України 11 травня 1994 року, Указом Президента України Л. Д. Кучми № 339/95 від 29 квітня 1995 року було постановлено нагородити ювілейною медаллю «50 років Перемоги у Великій Вітчизняній війні 1941—1945 рр.» ветеранів війни — громадян України.
Також Указом Президента України № 266/95 від 29 березня 1995 року було затверджено «Інструкцію про порядок вручення ювілейної медалі „50 років Перемоги у Великій Вітчизняній війні 1941—1945 рр.“».
В офіційних документах (указах Президента України) назва медалі наводиться російською мовою: «50 лет Победы в Великой Отечественной войне 1941—1945 гг.»

## Опис ювілейної медалі «50 років Перемоги у Великій Вітчизняній війні 1941—1945рр.»
Ювілейна медаль «50 років Перемоги у Великій Вітчизняній війні 1941—1945 рр.» кругла, діаметром 32 мм, виготовляється з томпаку.
На лицьовій стороні медалі — зображення Кремлівської стіни зі Спаською баштою, собору Покрова на рву і святкового салюту. У нижній частині медалі — зображення ордену Вітчизняної війни i цифри «1941-1945», по колу — лаврові гілки. На зворотному боці медалі, в центрі — напис: «50 років Перемоги у Великій Вітчизняній війні 1941—1945 рр.». Внизу по колу — лавровий піввінок. Краї медалі облямовані бортом. Всі зображення, написи і цифри на медалі рельєфні.
Медаль за допомогою вушка і кільця з'єднена з п'ятикутною колодкою, яка обтягнута червоною шовковою муаровою стрічкою шириною 24 мм. З лівого краю стрічки п'ять смуг: три чорні і дві оранжеві. Ширина смуг 2 мм. Крайні чорні смуги облямовані оранжевими смугами шириною 1 мм.